# Institut national des sciences de l'archéologie et du patrimoine
L'Institut national des sciences de l'archéologie et du patrimoine (INSAP) est une institution marocaine sous tutelle du Ministère de la Jeunesse, de la Culture et de la Communication, qui forme des cadres dans les domaines de l'archéologie et du patrimoine.
Créé en 1985 à Rabat, l'INSAP compte six départements :
1. Archéologie préhistorique
2. Archéologie préislamique
3. Archéologie islamique
4. Anthropologie et patrimoine immatériel
5. Conservation et restauration